# Прозван је и V-3
Прозван је и V-3 је југословенски филм из 1962. године. Режирао га је Миленко Штрбац, који је написао и сценарио.